# Meurtre de Catherine Cesnik
Catherine Anne "Cathy" Cesnik SSND (née le 17 novembre 1942 ; disparue le 7 novembre 1969) est une religieuse catholique qui enseignait l'anglais et le théâtre à l'ancienne école de filles Seton Keough High School de Baltimore, dans le Maryland. Le 7 novembre 1969, Catherine Cesnik disparaît. Son corps est découvert le 3 janvier 1970, à proximité d'une décharge d'ordures à Lansdowne, dans la banlieue de Baltimore. Son meurtre n'est toujours pas élucidé.
Le meurtre de Catherine Cesnik est la base d'une série documentaire de Netflix, The Keepers, sortie en 2017.

## Biographie
Catherine Anne Cesnik est née le 17 novembre 1942, dans le quartier de Lawrenceville à Pittsburgh, en Pennsylvanie, situé dans l'est de la ville. Elle était l'aînée des enfants de Joseph et Anna Omulac Cesnik (morte en 2015). Ses grands-parents paternels, Jean (Jan) et Johanna Tomec Česnik, sont des Slovènes qui ont émigré de Yougoslavie à Pittsburgh, tandis que son grand-père maternel, Joseph Omulac, est venu de Yougoslavie et sa grand-mère maternelle, Martha Hudok, est née en Autriche. Catherine Cesnick avait trois frères et sœurs. 
Catherine Cesnik étudie à la St. Mary's School sur la 57e Rue et à la St. Augustine High School, toutes les deux à Lawrenceville. Elle sort major de sa promotion de l'école secondaire catholique, promotion 1960, où elle est également élue « Reine de Mai » et présidente des terminales et du Conseil des étudiants.[réf. nécessaire]

## Disparition et mort
Au moment de sa disparition, Cathy Cesnik enseigne au Lycée de l'Ouest à Baltimore, dans le Maryland. Le 7 novembre 1969, elle quitte l'appartement qu'elle partage avec Sœur Helen Russell Phillips à la Carriage House Apartments, au 131 North Bend Road à Catonsville, pour rejoindre le centre commercial Edmondson Village afin d'acheter un cadeau à Hecht pour fêter les fiançailles de sa sœur. Les dossiers indiquent que Sœur Cathy Cesnik encaisse un chèque de règlement à la First National Bank de Catonsville cette nuit-là et, à la fin, a fait un achat à la boulangerie Muhly au Edmondson Village, puisqu'une boîte de petits pains de la boulangerie a été trouvée sur le siège avant de sa voiture. La voiture, boueuse, est retrouvée illégalement garée en face de son immeuble à 4 h 40 le matin suivant par des amis de Sœur Helen Russell, les prêtres Peter McKeon et Gerard J. Koob. Les résidents de la Cariage House Apartments disent avoir vu Sœur Cathy Cesnik dans sa voiture, à environ 8 h 30 ce soir-là, et d'autres découvrent que sa voiture est garée sur un emplacement illégal de la rue deux heures plus tard.
La police perquisitionne la zone immédiatement après la disparition de la religieuse, mais ne la trouve pas. Le 3 janvier 1970, son corps est retrouvé par un chasseur et son fils, dans un enfouissement situé 2100 Monumental Road, 
zone éloignée de Lansdowne. Une autopsie effectuée par le vice-médecin légiste Werner Spitz révèle que Sœur Cathy Cesnik est morte d'une hémorragie intracérébrale à la suite d'une fracture du crâne par le coup d'un objet contondant sur la tempe gauche.

## Arrière-plan
Au cours du contrat de Sœur Cathy Cesnik au lycée Seton Keough, deux prêtres, les pères Joseph Maskell et E. Neil Magnus, sont accusés d'avoir abusé sexuellement de certaines élèves et de trafic d'êtres humains sur d'autres,. En 1995, Teresa Lancaster et Jean Wehner (née Hargadon), anciennes élèves de Keough qui accusent Maskell d'abus sexuels déposent une plainte contre l'école qui est rejetée pour prescription (Jane Doe et coll. v. A. Joseph Maskell et coll.). Jean Wehner déclare que sœur Cathy Cesnik est venue une fois et lui a demandé « Les prêtres vous font-ils du mal ? ». Les deux femmes affirment qu'elle est la seule à les avoir aidées, elles et les autres filles abusées par Maskell, et  pensent qu'elle a été assassinée avant de pouvoir discuter de la question avec l'archidiocèse de Baltimore, bien qu'il n'existe aucune preuve de cette potentielle discussion,.
Il n'existe aucune preuve physique reliant Maskell au meurtre. Il a été révélé fin 2016 que le diocèse avait payé de nombreuses victimes présumées de Maskell pour étouffer les affaires depuis 2011.
Jean Wehner allègue que, deux mois avant la découverte du corps de sœur Cathy Cesnik, et un jour ou deux après sa disparition le 7 novembre, Maskell l'a conduite à un site boisé près de Fort Meade et lui a montré le corps. Jean Wehner prétend se souvenir d'avoir essayé à plusieurs reprises de repousser les asticots rampant sur le visage de la religieuse, tout en répétant frénétiquement : « Aide-moi, aide-moi ». Le témoignage de Jean Wehner est remis en question par des preuves scientifiques montrant qu'il était impossible pour des asticots d'être vivants à cette période de l'année. Cependant, le pathologiste Werner Spitz, qui a travaillé sur l'affaire, confirme qu'il y avait des asticots à la fois dans la bouche et la trachée de la victime lors de l'autopsie. Il est dit que Maskell aurait demandé à Jean Wehner « Vous voyez ce qu'il se passe quand vous dites de mauvaises choses sur les gens ? ». Le 13 novembre, le corps de Joyce Malecki, une femme de 20 ans ressemblant à Mrs Wehner est découverte par deux chasseurs à l'endroit où cette dernière aurait vu le corps de Cathy Cesnik. Le corps de la religieuse enseignante n'est retrouvé que le 3 janvier 1970 par deux chasseurs, non pas dans les bois près de Fort Meade, mais dans une colline d'ordures près d'une petite entreprise dans le parc de Lansdowne.
En 2016, le Département de Police du Comté de Baltimore (BCPD) réaffecte l'affaire en raison de la retraite des premiers officiers, incitant à de nouveaux entretiens et à une enquête plus approfondie sur les accusations d'abus sexuel à Keough. Après avoir obtenu l'autorisation de l'office du procureur de l'État, le BCPD exhume le corps de Maskell, mort d'un accident vasculaire cérébral en 2001, mais ne trouve pas d'échantillon d'ADN correspondant à des éléments de preuve de la scène de crime,. La porte-parole de la police Elise Armacost annonce que cette découverte n'exclut pas Maskell de la liste des suspects.

## Dans la culture populaire
Netflix produit une série documentaire de sept épisodes sur l'affaire, The Keepers sortie le 19 mai 2017. La série compile une série d'entrevues avec des anciennes étudiantes de Cesnik, ainsi qu'avec d'anciennes victimes de Maskell et les membres de la police ayant travaillé sur l'affaire.